# 元斌之
元 斌之（げん ひんし、生没年不詳）は、北魏・西魏の皇族。潁川王。字は子爽。

## 経歴
北魏の安楽王元詮の子として生まれた。527年（孝昌3年）、東郡の趙顕徳の反乱軍を討ち、これを斬った。この年、兄の安楽王元鑑とともに相州で葛栄に下った。北魏の都督の源子邕に夜襲を仕掛けたが、敗れて葛栄のもとに逃れた。葛栄が滅ぶと、北魏に戻った。534年（永熙3年）2月、潁川郡王に封じられた。7月、高歓が洛陽に迫ると、斌之は孝武帝の命により、斛斯椿と虎牢に駐屯した。しかし斌之は軍権をめぐって斛斯椿と争ったため、高歓の進軍を阻むことができなかった。孝武帝は関中に向かい、斌之は成皋で高歓と戦って敗れ、南朝梁に亡命した。536年（大統2年）、長安に入り、西魏に帰順した。尚書令に上った。後に死去すると、太尉の位を追贈された。諡は武襄といった。
残された妻の宋氏は東魏で高澄の側妻となり、北斉の河南王高孝瑜を産んだ。

## 伝記資料
- 『魏書』巻20 列伝第8
- 『北史』巻19 列伝第7